# الجامعة الحكومية في نيويورك في بيرتشايس
الجامعة الحكومية في نيويورك في بيرتشايس هي كلية عامة في بيرتشايس، نيويورك. إنها واحدة من 13 كلية شاملة في نظام جامعة ولاية نيويورك (SUNY). أسسها الحاكم نيلسون روكفلر في عام 1967 باعتبارها «الجوهرة الثقافية لنظام جامعة ولاية نيويورك.»
تمنح كلية بيرتشايس الدرجات العلمية التالية: بكالوريوس في الآداب (BA)، وبكالوريوس في العلوم (BS)، وبكالوريوس في الفنون الجميلة (BFA)، وبكالوريوس في الموسيقى (MusB)، وماجستير في الآداب (MA)، وماجستير في الفنون الجميلة (MFA)، وماجستير الموسيقى (مم). كشرط للحصول على درجة البكالوريوس والبكالوريوس، يقوم الطلاب بمشروع كبير يخصصون فيه فصلين دراسيين لدراسة متعمقة وأصلية وإبداعية تحت إشراف دقيق من معلم هيئة التدريس. وبالمثل، تتوج دراسات بكالوريوس الفنون الجميلة وبكالوريوس الموسيقى في معرض أو فيلم أو عرض موسيقي كبير. تتوج برامج درجة الماجستير في أطروحة وتتوج ماجستير الفنون الجميلة وماجستير الموسيقى في معرض، أو عرض، أو عرض تقديمي ذي صلة.

## التاريخ

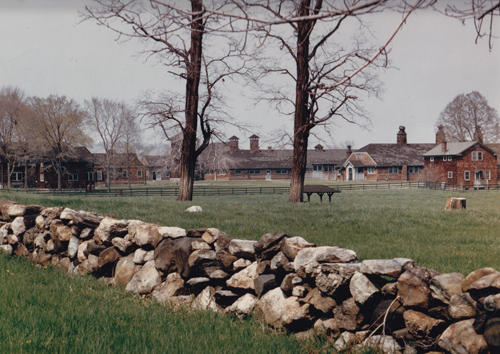
كانت جامعة بيرتشايس في الأصل عبارة عن عقار بمساحة 500 فدان ومزرعة عاملة في القرن الثامن عشر.

تم تسوية الأرض التي ستصبح كلية جامعة بيرتشايس لأول مرة من قبل عائلة توماس في عام 1734. عمل جون توماس كعضو جمعية في نيويورك الاستعمارية من عام 1743 إلى عام 1776. شغل منصب قاضٍ في محكمة المناشدات العامة في ويستشستر وموستر-ماستر. كان القاضي توماس من أوائل المؤيدين لاستقلال أمريكا. كتب روبرت بولتون في تاريخ مقاطعة ويستشستر أن توماس كان «يمينيًا دافئًا» أعطى القراءة العامة الأولى لإعلان الاستقلال في نيويورك في محكمة وايت بلينز في 11 يوليو 1776. في 22 مارس 1777، سجن توماس من قبل البريطانيين وتوفي في 2 مايو 1777.
أبناء جون توماس، جون توماس الابن وتوماس توماس، حاربوا أيضًا من أجل الاستقلال الأمريكي. تم تعيين توماس توماس في وقت لاحق جنرال. تم دفنه في مقبرة عائلة توماس، التي تقع خلف متحف نيوبيرجر للفنون في حرم كلية بيرتشايس. مسلة طويلة من الحجر الأبيض تخلد ذكرى الجنرال توماس وعائلته.
في عام 2019، أعلن توماس جيه شوارتز أنه سيتنحى عن منصبه كرئيس بعد 18 عامًا من الخدمة. عين مجلس أمناء جامعة ولاية نيويورك دينيس كريج كرئيس مؤقت لكلية بيرتشايس اعتبارًا من 1 أغسطس 2019. تم تعيين الدكتور ميلاغروس بينيا الرئيس القادم لكلية بيرتشايس في مايو 2020.

## أكاديميون

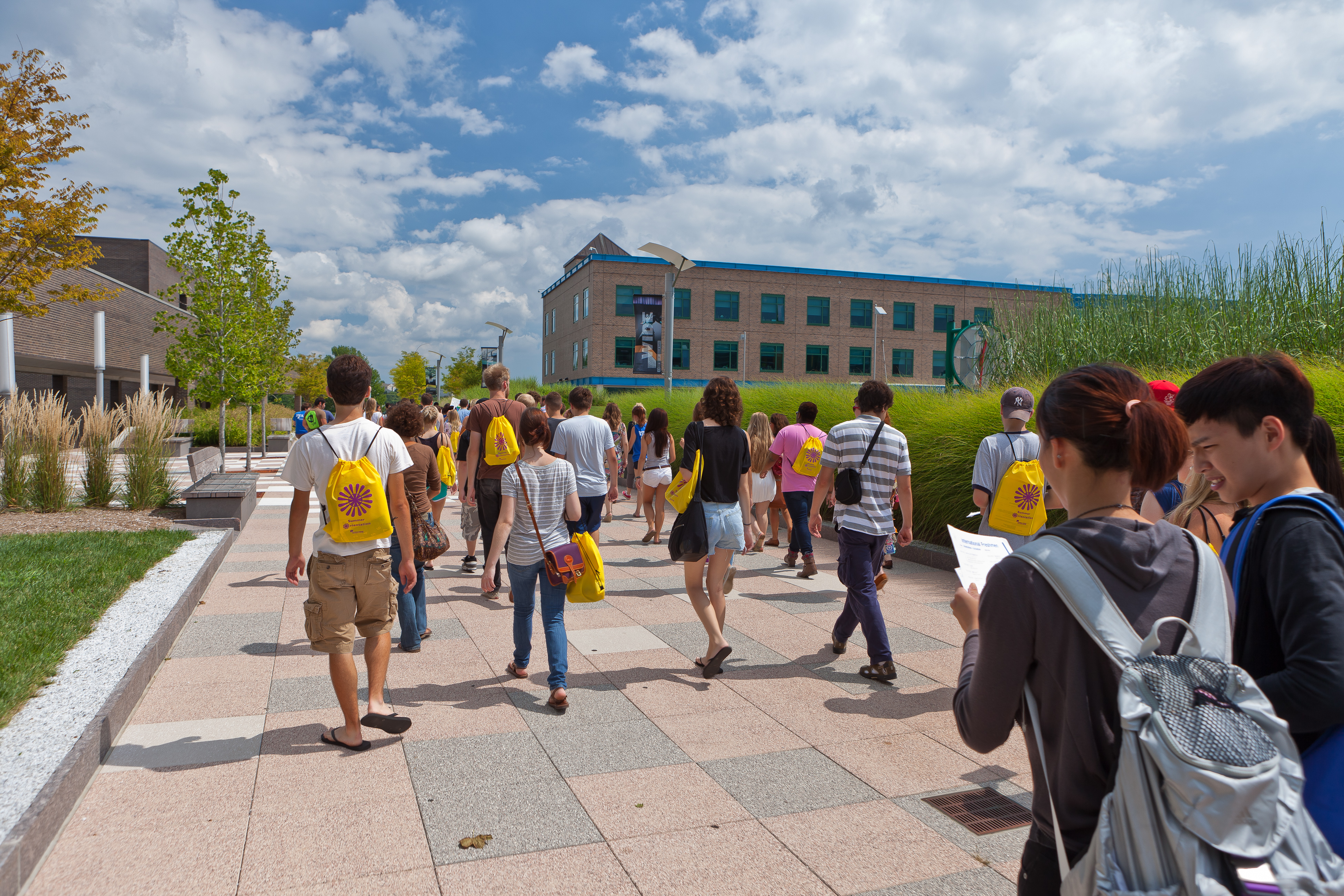
التوجه الصيفي 2013

اعتبارًا من عام 2021، كان لدى جامعة بيرتشايس 3695 طالبًا جامعيًا مع تسجيل 647. 59.9% من طلاب جامعة بيرتشايس هي من الإناث. 17% من طلاب الكلية يأتون من خارج ولاية نيويورك. تبلغ نسبة قبول بيرتشايس 52% ونسبة الطالب إلى المدرس 12: 1. يحصل 62% من الطلاب الذين تم شراؤهم على مساعدة مالية قائمة على الاحتياجات وتبلغ قيمة الهبات الكلية 61.1 مليون دولار.
تقدم جامعة بيرتشايس تخصصات من ثلاث مدارس: مدرسة الآداب والعلوم الليبرالية، وكلية الآداب، وكلية الدراسات الليبرالية والتعليم المستمر. وفقًا لتقرير يو إس نيوز آند وورد ريبورت، كانت التخصصات الخمسة الأكثر شعبية لخريجي 2016 في جامعة بيرتشايس هي الفنون المرئية والمسرحية (48٪)؛ الدراسات العامة والعلوم الإنسانية (16٪)؛ العلوم الاجتماعية (8٪)؛ علم النفس (6٪)؛ والاتصال والصحافة والبرامج المرتبطة بها (5٪).
تم تصنيف جامعة بيرتشايس في المرتبة العاشرة كأفضل كلية وطنية عامة للفنون الحرة، بما في ذلك كليات الفنون الحرة الخاصة، حيث تم ربطها بالمركز 155 بشكل عام في تصنيفات الجامعات لعام 2021 الخاصة بيو إس نيوز آند وورد ريبورت. صنفت كيبلينجر (Kiplinger) المدرسة في المرتبة 86 من حيث «أفضل قيمة في الكليات العامة» في 2018. تم إدراجها أيضًا كواحدة من أفضل 100 كلية عامة قيمة لعامي 2013 و2014 من قبل برينسيتون ريفيو (Princeton Review). صنفت مجلة برينستون مسرح المدرسة على أنه ثاني أفضل مسرح. تم إدراج بيرتشايس أيضًا كواحدة من أفضل 382 كلية لبرينسيتون ريفيو لعام 2018. صنفت مجلة نيوزويك هيئة الطلاب بالمدرسة في المرتبة الثالثة عشرة من حيث الليبرالية في عام 2012.

## مدرسة الفنون

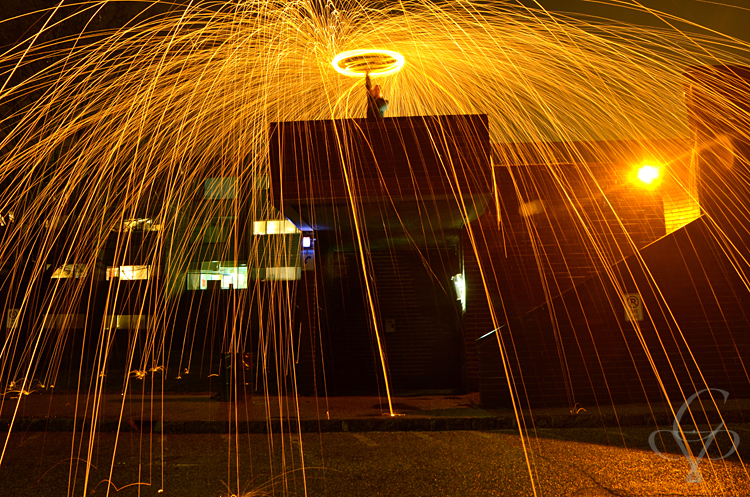
الفن العام في الحرم الجامعي

تضم جامعة بيرتشايس كلية الفنون والتصميم وإدارة الفن بالكلية. كما يشرف الجامعة على المعاهد الموسيقية لفنون الرقص والموسيقى والمسرح. معظم الدورات التي تقدمها برامج البكالوريوس الموجودة في كلية الفنون مفتوحة لجميع الطلاب. العديد من فصول بكالوريوس الفنون الجميلة وبكالوريوس الموسيقى مفتوحة لجميع الطلاب أيضًا. ما يقرب من 40% من طلاب كلية جامعة بيرتشايس مسجلين في كلية الآداب.
تم تصميم سلسلة محاضرات جاندون بزنز المتميزة، التي قدمتها عائلة دونالد سيسيل، لتعزيز برنامج إدارة الفنون في الكلية. من بين المحاضرين السابقين جوزيف فولبي، المدير العام السابق لأوبرا متروبوليتان، وبن كاميرون، مدير البرامج في مؤسسة دوريس ديوك الخيرية.

### مدرسة الفنون + التصميم
مدرسة الفنون والتصميم تضم برامج الكلية في التصميم الجرافيكي والرسم / الرسم والتصوير والطباعة والنحت. كما يضم معرض ريتشارد ودوللي ماس، الذي يعرض أعمالًا لفنانين ناشئين وطلاب وأعضاء هيئة تدريس وخريجين. تستضيف مدرسة الفنون والتصميم سلسلة محاضرات سنوية للفنان الزائر تجمع الفنانين ومؤرخي الفن والقيمين والنقاد إلى الحرم الجامعي لإلقاء محاضرات ومناقشات مع الطلاب ومجتمع بيرتشايس الأوسع. من بين المحاضرين الضيوف السابقين جول دي بالينكور، جوستين كورلاند، أماندا روس هو، وبارنابي فورناس.

### المعهد الموسيقي للرقص

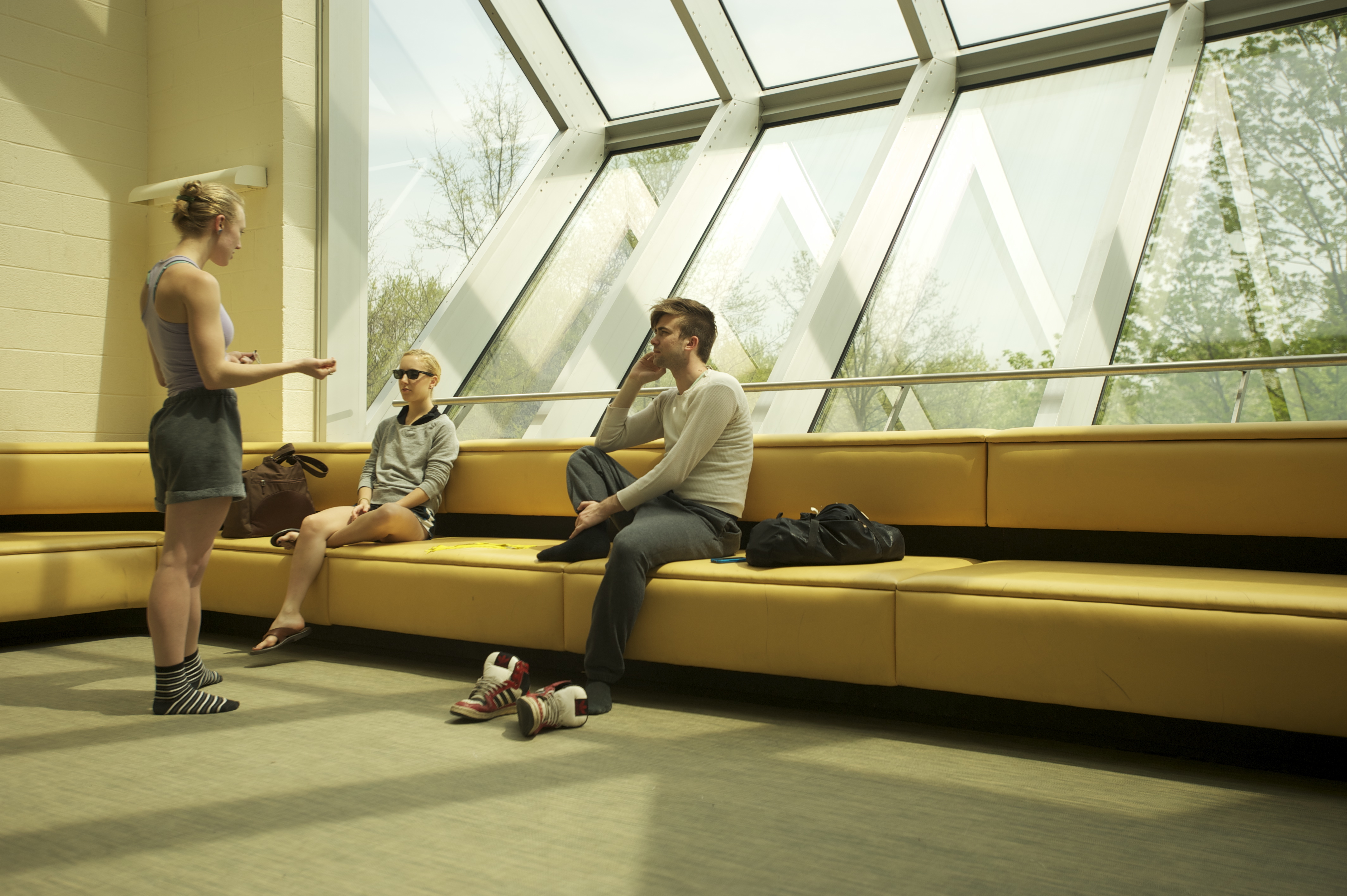
داخل مبنى الرقص

يضم المعهد الموسيقي للرقص كلاً من برامج البكالوريوس والماجستير. إنها واحدة من أكثر المعاهد الموسيقية للرقص شهرة في الولايات المتحدة. قد يتخصص الطلاب الجامعيين في الباليه الحديث أو الأداء، وتكوين الرقص وإنتاج الرقص. يمنح المعهد الموسيقي درجة الماجستير في تصميم الرقصات وتعليم الأداء. يقع المعهد الموسيقي للرقص في مبنى جامعة بيرتشايس للرقص، والذي كان أول منشأة تم تشييدها في الولايات المتحدة فقط لدراسة الرقص وأدائه.
كما أنها موطن لشركة بيرتشايس للرقص، وهي شركة رقص طلابية بالكلية. تقدم الشركة كسارة البندق (The Nutcracker) في شهر ديسمبر من كل عام ومخزون متوازن خلال فصل الربيع. تقوم شركة الرقص أيضًا بجولات في جميع أنحاء الولايات المتحدة وعلى الصعيد الدولي خلال العطلة الصيفية للكلية. طلاب الكلية يجب أن يقوموا بإجراء الاختبار لإدراجهم في شركة الرقص، ويستند فريق التمثيل للعروض الفردية على الكفاءات الفنية لأعضاء الشركة. يمكن للطلاب كسب ائتمان جامعي لمشاركتهم في الشركة.

### معهد الموسيقى

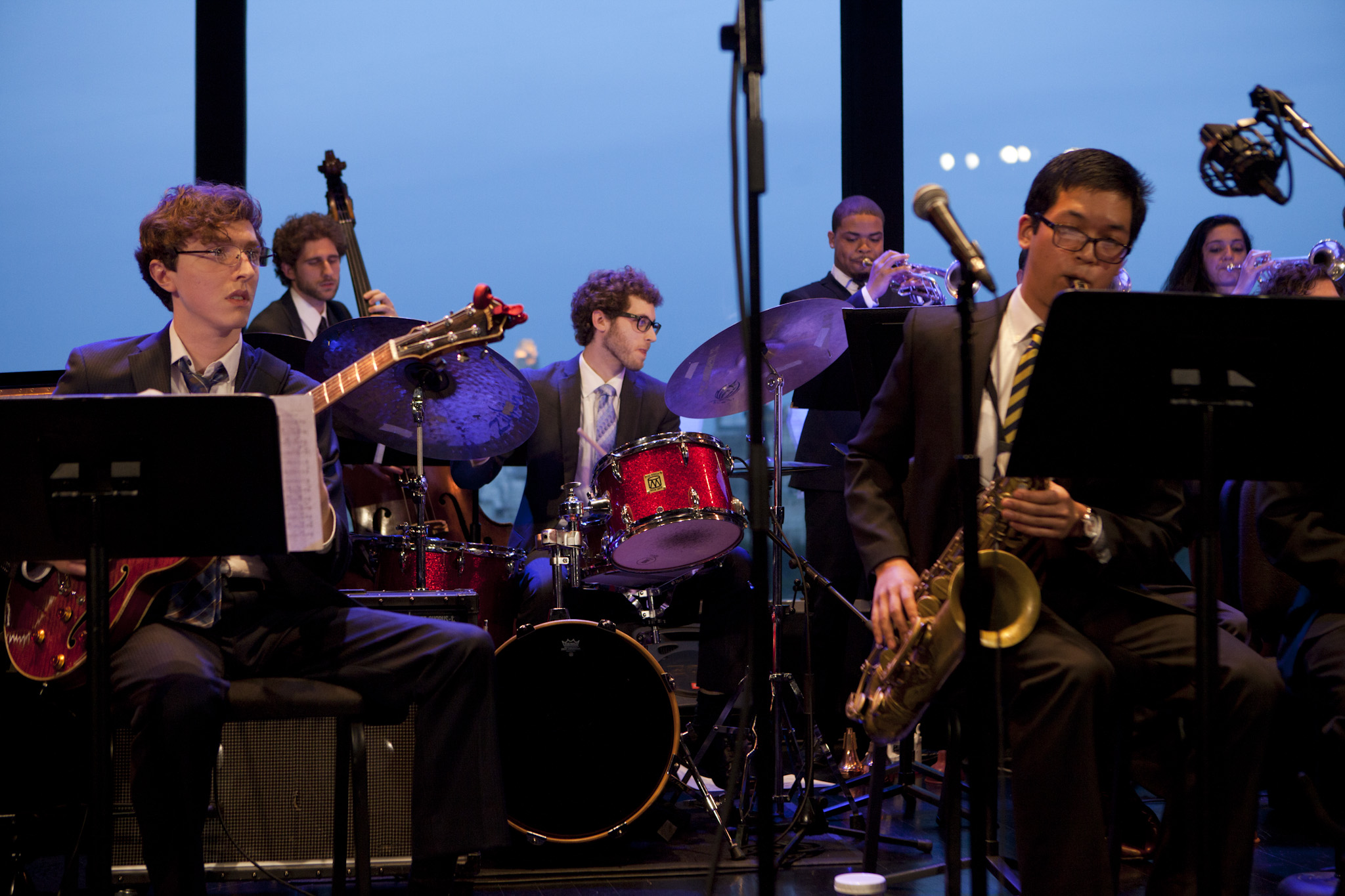
تقدم أوركسترا جامعة بيرتشايس موسيقى الجاز في مركز لينكولن في مدينة نيويورك.

معهد الموسيقى يضم برامج البكالوريوس والماجستير في الموسيقى. يمكن للطلاب الجامعيين دراسة الآلات الموسيقية الكلاسيكية مع التركيز في واحد من عدة أنواع من الآلات؛ الصوت والأوبرا. التكوين الكلاسيكي الجاز. تكوين الاستوديو أو إنتاج الاستوديو. تقدم الجامعة أيضًا برامج الماجستير في جميع هذه المجالات، باستثناء إنتاج الاستوديو. يقتصر التسجيل في المعهد الموسيقي على 400 طالب جامعي وطلاب دراسات عليا. إنها واحدة من المعاهد الموسيقية القليلة في الولايات المتحدة التي تنتج إنتاجات أوبرا كاملة في الغالب للطلاب الجامعيين. يحتوي مبنى الموسيقى في المعهد الموسيقي على قاعتين للحفلات الموسيقية و75 غرفة تدريب و80 بيانو من شتينواي وأولاده واستوديوهات تسجيل احترافية.
تأسست شركة بيرتشايس أوبرا، وهي شركة أوبرا طلابية تابعة للمدرسة، في عام 1998 وفازت بتسعة جوائز شرف من جمعية الأوبرا الوطنية. خلال موسم 2012-13، فازت الأوبرا بالمركز الأول في القسم الثاني لرابطة الأوبرا الوطنية والمركز الثاني في القسم الثالث.
أوركسترا جاز بيرتشايس هي فرقة كبيرة من 17 قطعة تتألف من طلاب من المعهد الموسيقي لبرنامج دراسات الجاز. تقدم الأوركسترا كل عام عروضها في أماكن موسيقى الجاز في مدينة نيويورك.

### معهد فنون المسرح
يمنح معهد الفنون المسرحية أربع درجات جامعية: التمثيل؛ الكتابة المسرحية وكتابة السيناريو؛ تصميم / تكنولوجيا المسرح؛ والمسرح والأداء. كما يقدم درجة الماجستير في تصميم / تكنولوجيا المسرح. تعد المعهد الموسيقي من بين أفضل مدارس المسرح في البلاد، وفقًا لمجلة برينستون. احتل المعهد الموسيقي المرتبة 20 في قائمة هوليوود ريبورتر لأفضل مدارس الدراما في عام 2014. يبلغ إجمالي عدد الطلاب المسجلين فيها حوالي 400 طالب.
يركز تدريب المعهد الموسيقي على احتياجات ونقاط القوة لدى الطلاب الأفراد، بدلاً من نهج تدريب واحد يناسب الجميع. يشارك الطلاب في المعارض والمعارض في مدينة نيويورك ولوس أنجلوس وفي الحرم الجامعي في مسرح الصندوق الأسود بالمدرسة. يمكن لطلاب المعهد الموسيقي أيضًا العمل على منتجات مسرح ريبورتي. تقام عروض المسرح في مركز بيرتشايس للفنون وهي عروض يقودها الطلاب وتتميز بطلاب التمثيل والتصميم / التكنولوجيا. تشمل هيئة التدريس البارزة بالوكالة كريستوفر ماكان.
يقدم مشروع تاريخ المسرح التقني في برودواي في جامعة بيرتشايس جائزة سنوية للمهنيين المتميزين الذين يمثلون مجموعة متنوعة من تخصصات الإنتاج في برودواي.

## كلية الآداب والعلوم الليبرالية
كلية الآداب والعلوم الليبرالية بالكلية تضم كلية الدراسات السينمائية والإعلامية بالكلية؛ كلية العلوم الإنسانية؛ كلية العلوم الطبيعية والاجتماعية والدراسات متعددة التخصصات. يمكن للطلاب الاختيار من بين 23 تخصصًا منفصلاً أو يمكنهم تصميم تخصص متعدد التخصصات من عدة دورات دراسية.
سلسلة محاضرات دورست السنوية، المدعومة بوقف من عائلة دورست، تجلب الكتاب المشهورين إلى الحرم الجامعي. من بين المحاضرين السابقين المؤلفين تيم أوبراين وهيتي جونز وكلوديا رانكين ومانولا دارجيس.

### مدرسة دراسات السينما والإعلام
تضم كلية الدراسات السينمائية والإعلامية بالجامعة برامج البكالوريوس في دراسات السينما، الفيلم؛ الدراسات الإعلامية؛ الوسائط الجديدة وكتابة المسرحية وكتابة السيناريو.

### كلية العلوم الإنسانية
تضم كلية العلوم الإنسانية برامج البكالوريوس في تاريخ الفن بالكلية. الكتابة الإبداعية التاريخ؛ الصحافة. اللغة والثقافة؛ الأدب؛ والفلسفة. كما يقدم درجة الماجستير في تاريخ الفن.

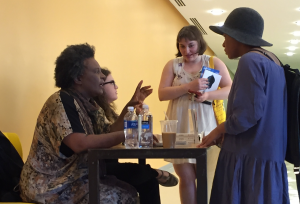
الشاعرة كلوديا رانكين تتحدث إلى الجمهور بعد محاضرة.

بالإضافة إلى مناهجها الدراسية، غالبًا ما تضم كلية العلوم الإنسانية مؤلفين وعلماء مشهورين يقدمون محاضرات، تُعرف باسم سلسلة محاضرات دورست. هذه المحاضرات مدعومة من قبل كرسي روي وشيرلي دورست المتميزين في الأدب. من بين المحاضرين السابقين راشيل كوشنر، وكلوديا رانكين، وكيرستين فالديز كواد، وألكسندر تشي. المحاضرات مفتوحة للجمهور وتوفر منتدى مفتوحًا لتعليقات الطلاب وتفاعلهم.

### كلية العلوم الطبيعية والاجتماعية

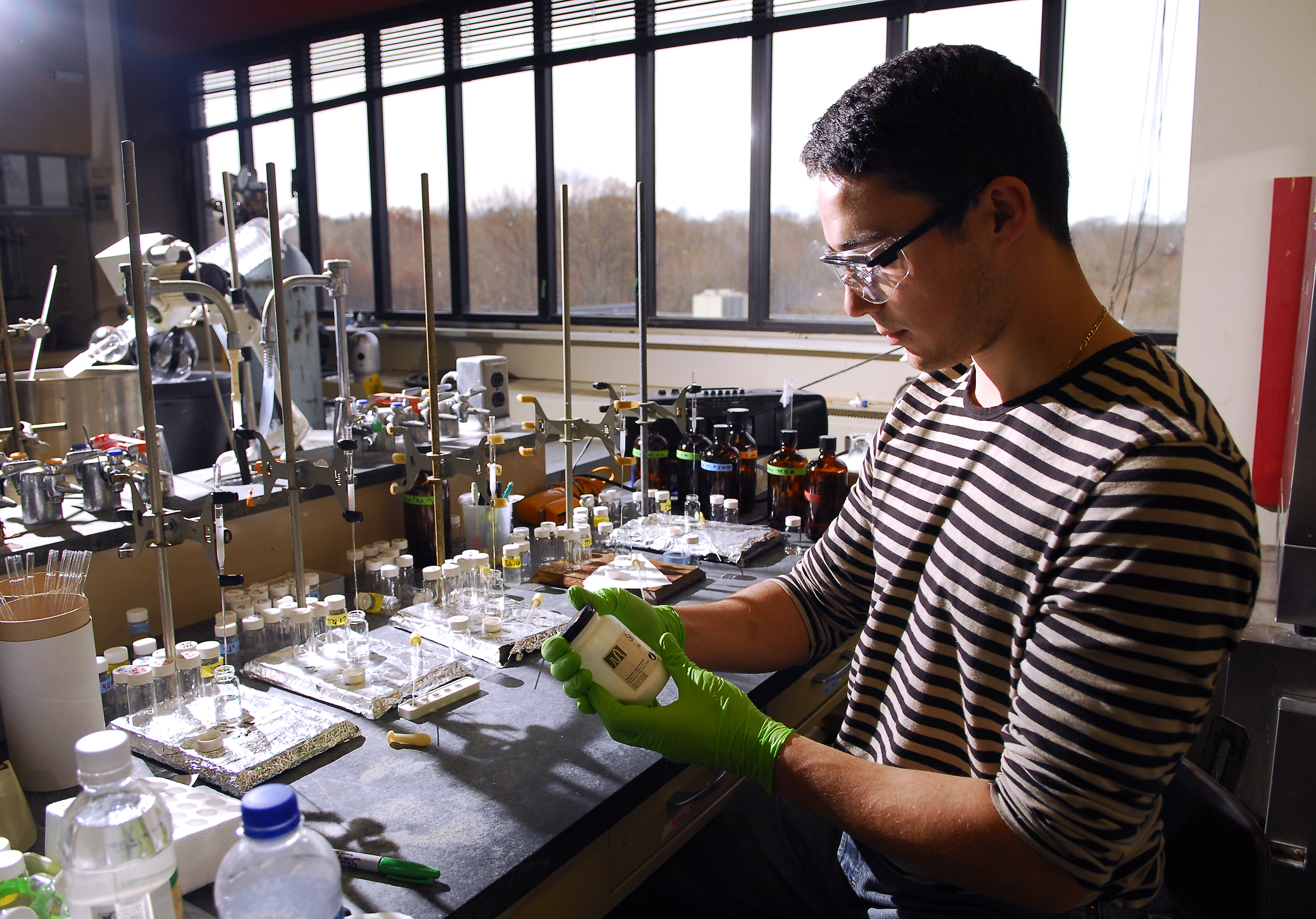
جامعة بيرتشايس طالب جامعي في منشأة معمل بمبنى العلوم الطبيعية.

تضم مدرسة بيرتشايس للعلوم الطبيعية والاجتماعية برامج البكالوريوس في الأنثروبولوجيا بالكلية؛ الكيمياء الحيوية. علم الأحياء. الكيمياء. علم الاقتصاد. دراسات بيئية؛ الرياضيات / علوم الكمبيوتر؛ العلوم السياسية علم النفس. وعلم الاجتماع. تقدم المدرسة أيضًا ندوة سنوية عن العلوم الطبيعية والاجتماعية، والتي تعرض الأبحاث الأصلية التي أجراها الطلاب؛ وسلسلة محاضرات بتمويل من كون إديسون.

### دراسات متعددة التخصصات
تقدم كلية الآداب والعلوم الليبرالية برنامجًا دراسيًا فرديًا للفنون الليبرالية (يسمى بشكل غير رسمي بكالوريوس الآداب في الفنون الليبرالية)، وهو مفتوح للطلاب الذين يرغبون في متابعة دورة دراسية فردية لا يتم استيعابها من قبل التخصص الحالي. يعمل الطلاب مع اثنين من أعضاء هيئة التدريس يمثلان تخصصاتهم الدراسية لإنشاء منهج فردي. كما يشمل برامج البكالوريوس في دراسات النوع الاجتماعي، والدراسات الآسيوية، ودراسات أمريكا اللاتينية.

## مدرسة الدراسات الليبرالية والتعليم المستمر
تسمح كلية الدراسات الليبرالية والتعليم المستمر في جامعة بيرتشايس للمقيمين في المجتمع المحلي والطلاب بإكمال درجة البكالوريوس والحصول على دورات معتمدة وغير ائتمانية في الكلية. تمنح المدرسة درجة البكالوريوس في الدراسات الليبرالية، والتي تم تصميمها للطلاب الحاصلين على بعض الائتمان الجامعي الذين يرغبون في إكمال شهادتهم في إطار زمني ضيق ويبحثون عن جدول زمني مرن. يتم قبول ما يصل إلى 90 نقطة تحويل في هذا البرنامج. كما يقدم برامج التعليم المستمر والشهادات؛ جلسات شتوية عبر الإنترنت؛ والدورات الصيفية للكلية.

### برامج الشهادات المهنية غير الائتمانية
تقدم كلية الدراسات الليبرالية والتعليم المستمر (LSCE) دورات شهادة مهنية غير معتمدة في دراسات التقييم (الصيف فقط)، وإدارة الفنون، والرسم والرسم، ونظم المعلومات الجغرافية (الخريف والربيع فقط)، والتدريج المنزلي، والتصميم الداخلي (الخريف والربيع فقط)، دراسات المتاحف (الخريف والربيع فقط)، التسويق عبر وسائل التواصل الاجتماعي (الخريف والربيع فقط). يمكن للطلاب أخذ دورات فردية دون الالتزام ببرنامج كامل، أو إكمال متطلبات البرنامج والحصول على شهادة.
تتعاون كلية الدراسات الليبرالية والتعليم المستمر أيضًا مع مزودي خدمة محددين عبر الإنترنت لزيادة مرونة عروض الشهادات واتساعها. يمكن للطلاب أخذ دورات عبر الإنترنت في الإدارة غير الربحية، والدراسات شبه القانونية، والحصول على شهادة عند الانتهاء من برنامج تدريب المدرب الصحي في معهد التغذية التكاملية (IIN).

### دورات الإثراء الشخصي غير الائتمانية
تقدم كلية الدراسات الليبرالية والتعليم المستمر دورات إثراء شخصية غير معتمدة وهي مفتوحة لعامة الناس وتسمح للمشاركين باستكشاف الاهتمامات الشخصية. يمكن للطلاب أخذ دورات في الأعمال الخشبية، والخشب، ورسم الوشم، والتصوير الفوتوغرافي، والكتابة الإبداعية، وصناعة الأفلام، مع دورات في البرامج الأخرى المقدمة على مدار العام. يوفر برنامج الإثراء الشخصي أيضًا للطلاب غير المسجلين في برنامج للحصول على درجة علمية في جامعة بيرتشايس الفرصة لأخذ دورات ائتمان جامعية مختارة على أساس غير ائتماني بمعدل رسوم دراسية غير ائتماني أقل. بالإضافة إلى ذلك، يمكن للطلاب أخذ دورات فردية في أي من برامج الشهادات المهنية غير الائتمانية دون الالتزام بالبرنامج بأكمله.

### برامج الشباب وما قبل الكلية
لأكثر من 38 عامًا، قدمت كلية الفنون الليبرالية والتعليم المستمر البرنامج الصيفي للشباب وما قبل الكلية في الفنون لتزويد طلاب ما قبل الكلية بمنتدى لتجربة فرص التعلم الغنية. يتم تقديم الدورات في مجالات مثل كتابة الأغاني، والتمثيل، والهندسة المعمارية، والفنون البصرية، والكتابة الإبداعية، وصناعة الأفلام، وألعاب الفيديو، وإنشاء التطبيقات، والصوت، والأزياء، والمسرح الموسيقي، وغير ذلك. يتم تقديم البرامج في جلسات مدتها أسبوعين وأربعة أسابيع على مدار ستة أسابيع.

## مشروع التخرج
يجب على الطلاب في الجامعة إكمال مشروع التخرج بنجاح قبل التخرج. يتطلب مشروع التخرج أن يخصص الطلاب فصلين دراسيين للدراسة الأصلية والإبداعية.

## الحياة الطلابية

### رابطة طلاب جامعة بيرتشايس الحكومية
تعتبر رابطة طلاب جامعة بيرتشايس الحكومية (PSGA) مؤسسة غير ربحية مسؤولة عن إدارة الأموال المحصلة من رسوم النشاط الطلابي الإلزامي لطلاب كلية بيرتشايس. تنقسم الرابطة إلى ثلاثة فروع: التنفيذية والتشريعية والقضائية. تنقسم هذه الفروع الثلاثة إلى ست هيئات: المجلس التنفيذي، ومجلس الشيوخ، ومجلس القضاء، ومجلس الأندية والمنظمات، ومجلس الأنشطة الطلابية، ومجلس الخدمات. بالإضافة إلى الدعوة نيابة عن الهيئة الطلابية، تدير الرابطة مركز الطلاب بالكلية، ومعظم الأنشطة غير الأكاديمية في الحرم الجامعي، بما في ذلك العديد من الخدمات التي يديرها الطلاب، وجميع الأندية والمنظمات.

### النوادي

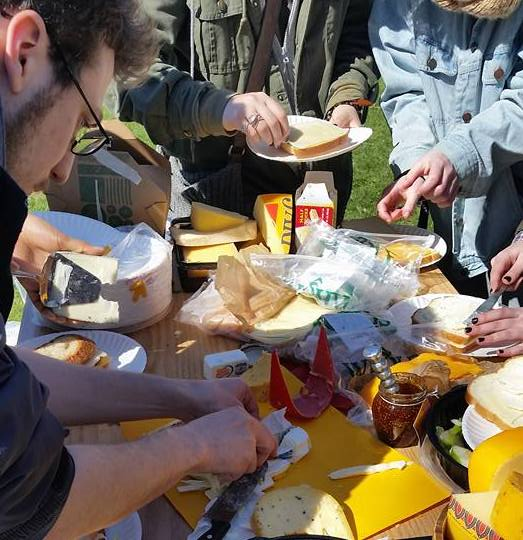
يجتمع الطلاب في اجتماع أسبوعي في حديقة غريت لاون الخاصة بجامعة بيرتشايس لإثارة ذوقهم.

تستضيف جامعة بيرتشايس مجموعة متنوعة من النوادي والمنظمات والخدمات لطلابها للانخراط في هواياتهم واهتماماتهم مع بعضهم البعض. اعتبارًا من ربيع 2018، تفتخر جامعة بيرتشايس بأكثر من 50 من هذه المنظمات، مما يعكس تنوعها داخل الحرم الجامعي.

### الأحداث
بالإضافة إلى نواديها، تقيم جامعة بيرتشايس العديد من الفعاليات على مدار العام، لاستيعاب الاهتمامات الموسيقية والفنية المتنوعة لطلابها. ومن أبرز هذه الأحداث:
- الصدمة الثقافية: الصدمة الثقافية هو مهرجان سنوي للموسيقى والكرنفال يستمر لمدة يومين برعاية رابطة الطلاب. يُقام مهرجان عطلة نهاية الأسبوع عادةً في أبريل، وقد ضم العشرات من الفنانين المشهورين، بما في ذلك الطلاب الخريجين الذين تخرجوا مؤخرًا من الجامعة. وتشمل بعض الفنانين مثل: إيجي أزاليا، فلاتبوش زومبي، إف إم دوم، ليل ب، وين، جاي إلكترونيكا، دان ديكون، ريجينا سبيكتور، دييرهوف، بايسد جينز، جزا، كات باور، بلاند ريدهيد، وتيد ليو وكوول كيث ودستنيز تشايلد ودريك وتايكو.
- فال فيست: هو الأول من بين اثنين من المهرجانات الموسيقية الكبرى في جامعة بيرتشايس، وعادة ما يقام في أكتوبر.
- زومبي بروم: هو حدث من نوع حفلة موسيقية يقام سنويًا في الربيع ويتميز بالموسيقى الحية ودي جي وبالطبع - الطلاب يرتدون زي الزومبي.

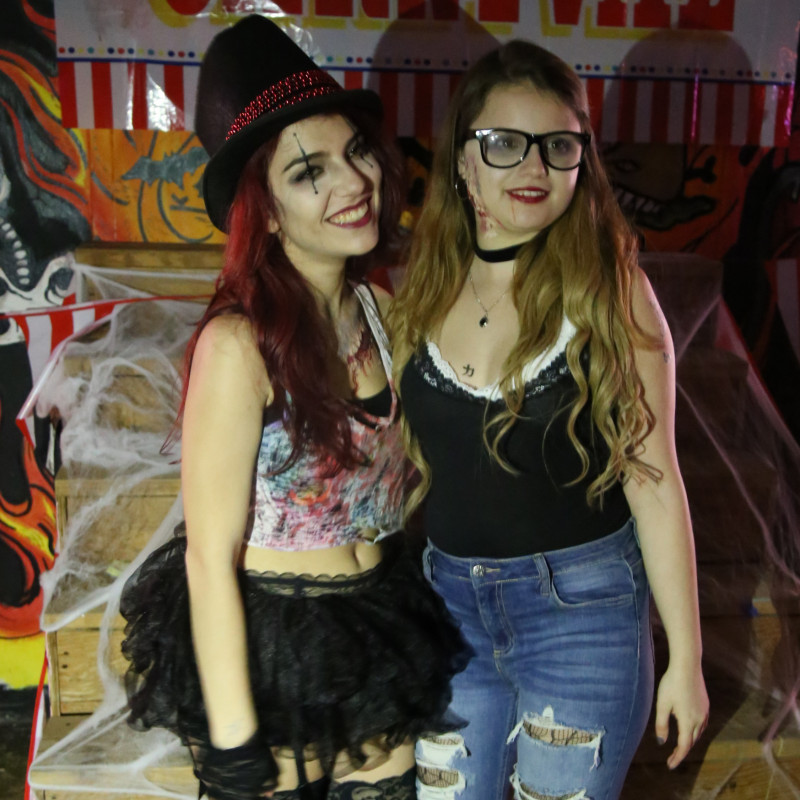
تستضيف جامعة بيرتشايس "زومبي بروم" سنويًا لطلابها حيث يمكنهم الرقص والاستماع إلى بعض الموسيقى وارتداء ملابس الزومبي.

لا تعترف جامعة بيرتشايس رسميًا بالأخويات أو الجمعيات النسائية في حرمها الجامعي. ومع ذلك، عند الطلب، ستسمح الكلية لمثل هذه المنظمات باستخدام مساحة في الحرم الجامعي، كما هو متاح، إلى الحد نفسه الذي يوفر مساحة للمنظمات الطلابية الأخرى. لدى سيغما ألفا مو فصل في الحرم الجامعي، ومع ذلك، لم يتم التعرف عليها من قبل جامعة بيرتشايس. تم حلهم في الفصل الدراسي خريف 2019.

## ألعاب القوى
تشارك فرق جامعة بيرتشايس جامعة ولاية نيويورك، فهود بيرتشايس، كعضو في القسم الثالث من الرابطة الوطنية لألعاب القوى. الفهود عضو في مؤتمر سكاي لاين. تشمل الرياضات الرجالية البيسبول وكرة السلة والعدو الريفي والجولف وكرة القدم والسباحة والغطس والتنس والكرة الطائرة. تشمل الرياضات النسائية كرة السلة وكرة المضرب واللاكروس وكرة القدم والكرة اللينة والسباحة والغطس والتنس والكرة الطائرة.
يضم قسم الألعاب الرياضية في كلية بيرتشايس أيضًا فرقًا ونوادي غير جامعية وداخلية. تشمل الفرق الداخلية كرة السلة وكرة القدم العلم وهوكي الحقل وكرة القدم الداخلية ورياضات المضرب والكرة اللينة المختلطة وكرة الماء وكويدتش والكرة الطائرة. وتشمل الأندية جماعية لاكروس للرجال، نادي المبارزة، تاي كوان دو، نادي ألتيمت، نادي الهوكي، نادي الفروسية.
في عام 2014، فاز برنامج جامعة ولاية نيويورك لجامعة بيرتشايس كرة القدم للرجال بأول بطولة مؤتمر في سكاي لاين، حيث هزم سانت جوز في الوقت الإضافي بنتيجة 2-1.

## الحرم الجامعي

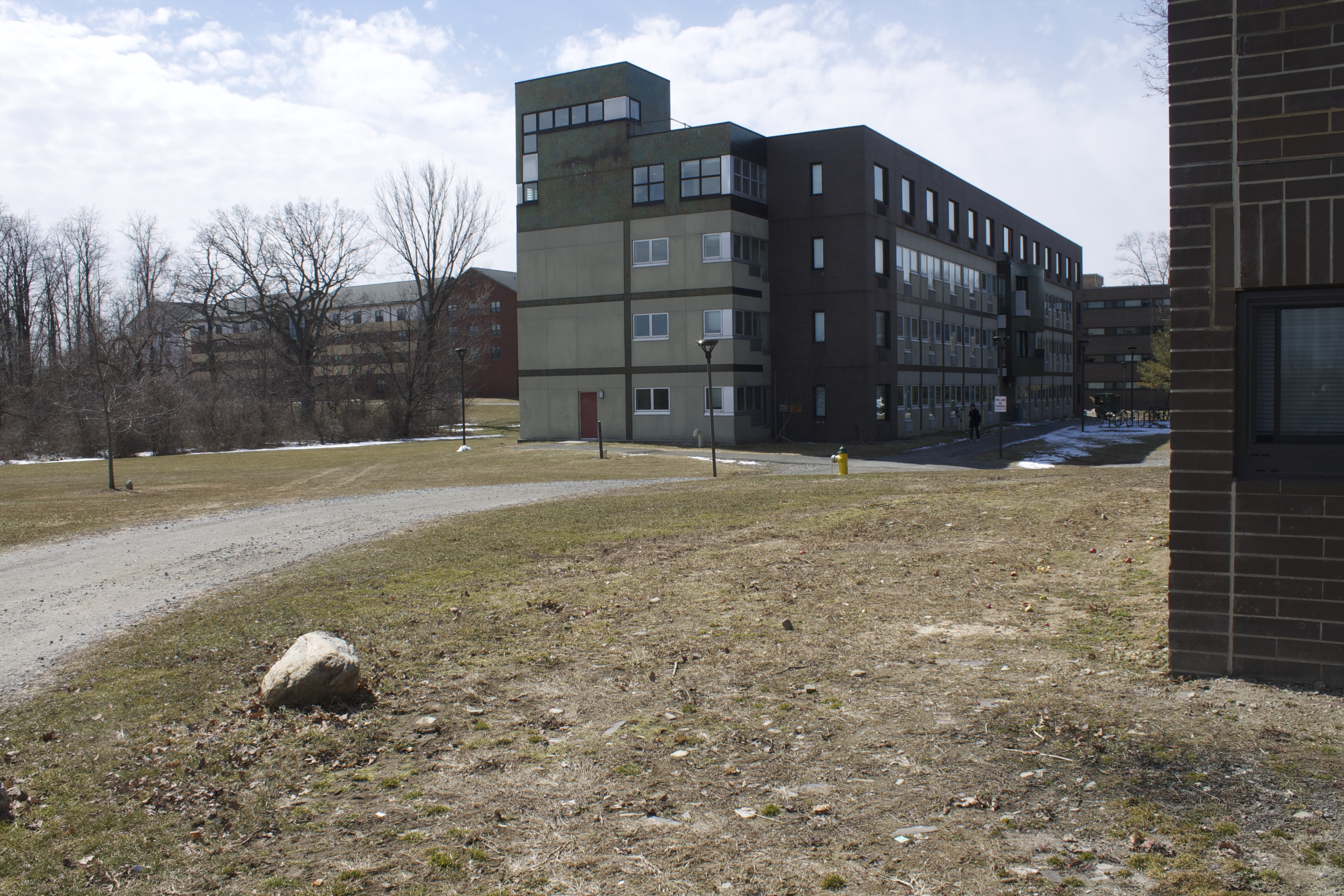
منظر جانبي لقاعات السكن التابعة لجامعة بيرتشايس.

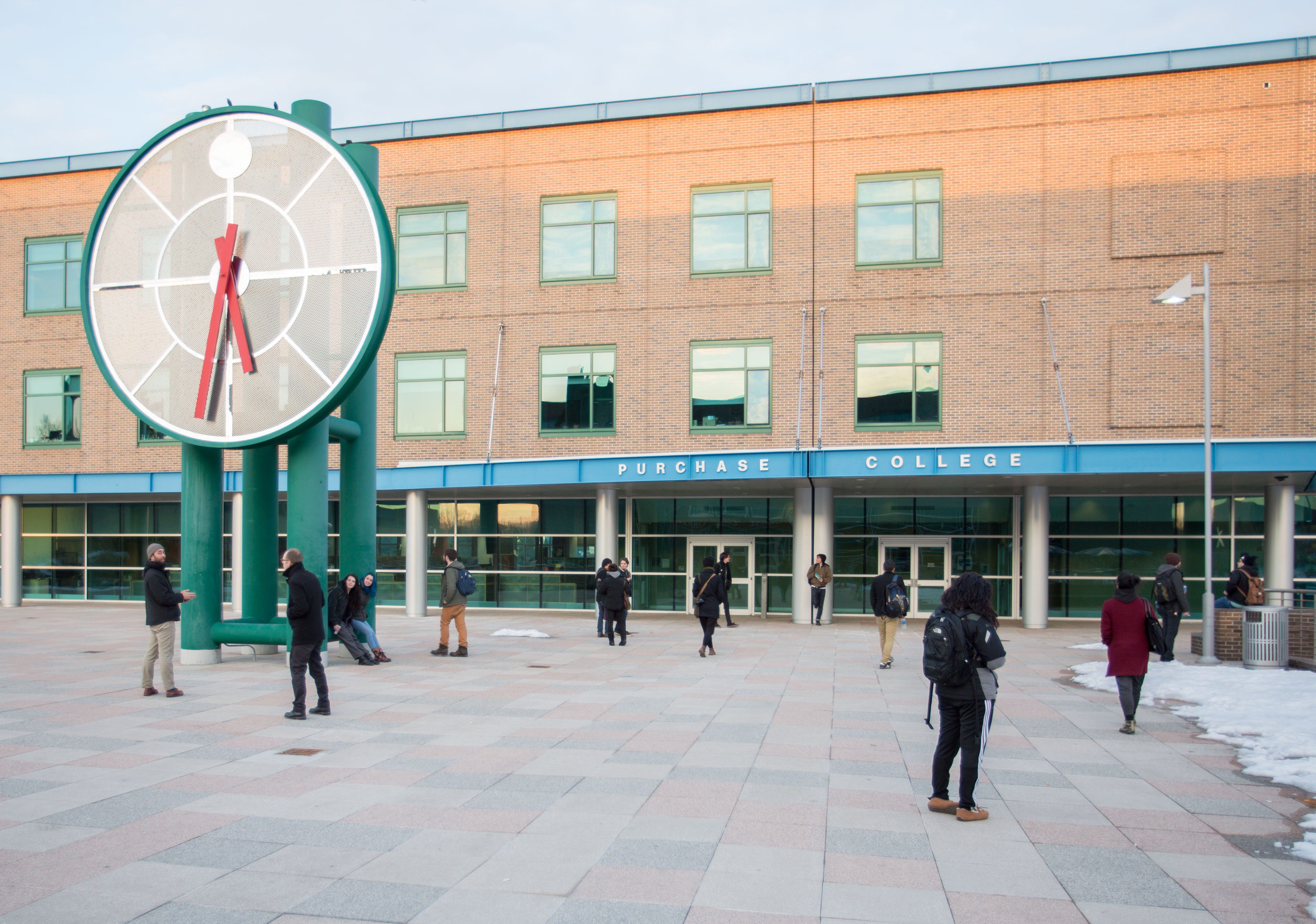
صورة من خدمات الطلاب في جامعة بيرتشايس

تقع كلية بيرتشايس على 500 أكر (2.0 كـم2) في مقاطعة ويستشستر، نيويورك في منطقة كانت مزرعة سابقة. كان العقار في الأصل مملوكًا لتوماس توماس، جندي حرب ثوري أمريكي، لا تزال مقبرة أسرته وخادمه في الحرم الجامعي بين الطرف الجنوبي لمباني العلوم الإنسانية والفنون البصرية. تقع الكلية بجوار مطار مقاطعة ويستتشستر، وتقع على الجانب الآخر من الشارع من المقر الرئيسي لشركة بيبسيكو.

## المهاجع والسكن

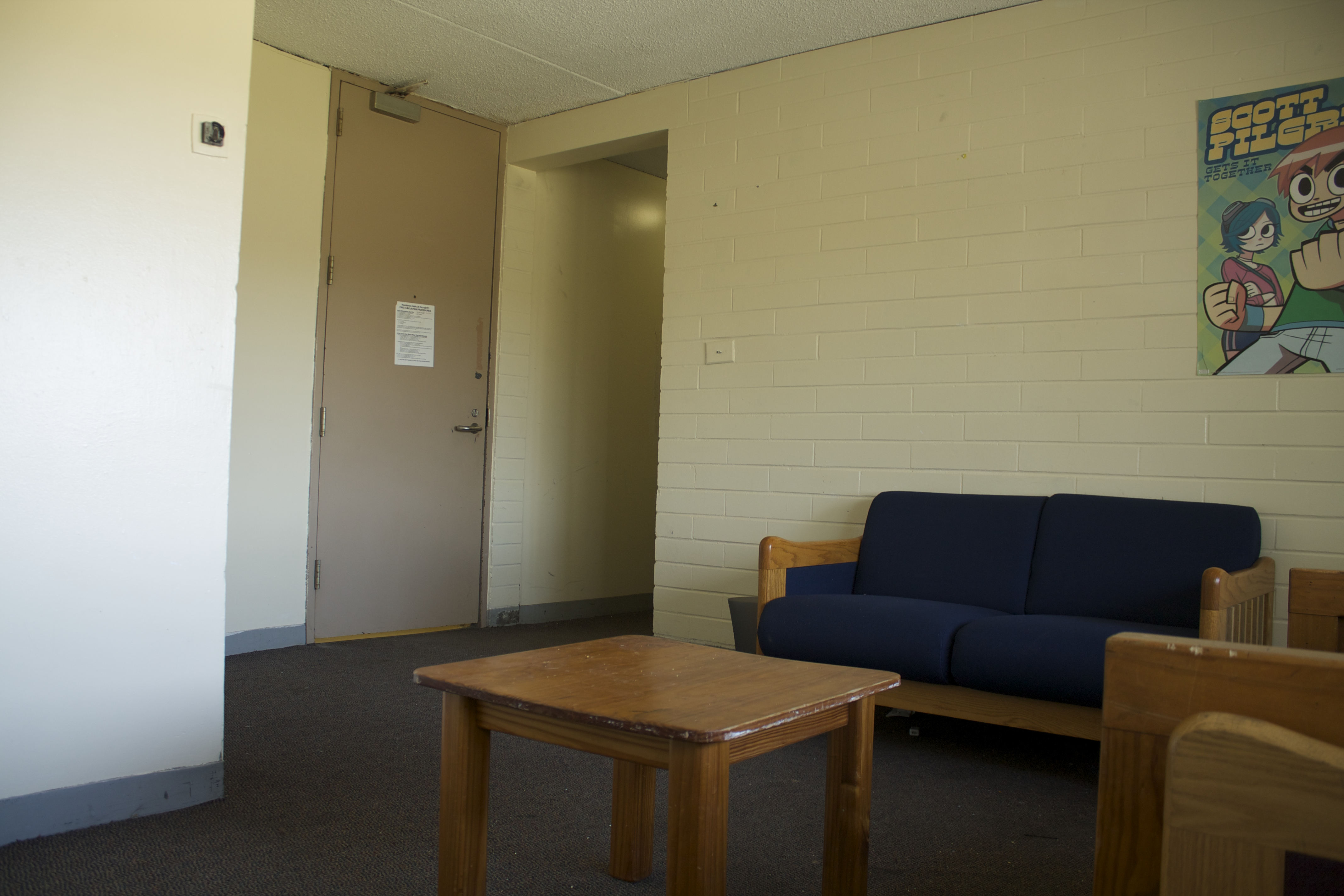
قاعة مشتركة في قاعة إقامة في جامعة بيرتشايس

تتكون كلية بيرتشايس من ست قاعات مشتركة؛ إلى جانب ثلاثة مجمعات سكنية، وأجزاء من طلاب السنة الأولى في بيغ هاوس والموظفين في المبنى، ومنسق إقامة محترف واثنين من مساعدي الإقامة لكل طابق، لتقديم المساعدة لطلاب السنة الأولى. الأجزاء الأخرى من بيغ هاوس جنبًا إلى جنب مع المجمعات السكنية عبارة عن مساكن من الدرجة الأولى ويتم تحديد عملية اختيار هذه المباني من خلال مقدار الاعتمادات التي يمتلكها الفرد. تعد قاعة الإقامة في المناطق النائية أيضًا جزءًا من برنامج العافية الذي توفره المدرسة والذي يضم، وفقًا لصفحته على موقع بيرتشايس «، الطلاب الملتزمين بالصحة والعافية الشاملة. يقوم الموظفون والمقيمون بتطوير برامج تركز بشكل خاص على مجالات العافية بما في ذلك البدنية والفكرية والمهنية / المهنية والعاطفية والاجتماعية (الثقافية والمجتمعية والأسرية والمجتمع) والبيئية والروحية.»

## بنيان
تم وضع المخطط المعماري الرئيسي للكلية من قبل المهندس المعماري إدوارد لارابي بارنز وكان مؤمنا بأن «العمارة الحديثة قد تكون قادرة على إعادة تشكيل العالم». تم وصفه بأنه «جزء من فترة الستينات» ومن المهندسين المعماريين الذين صمموا وبنوا الحرم الجامعي فيليب جونسون وجون بيرجي وبول رودولف وفنتوري آند راوخ وجواثمي سيجل وهيندرسون وغيرهم. تم وضع المباني الأصلية للحرم الجامعي بالقرب من بعضها للسماح للحقول المحيطة بالبقاء مفتوحة. تعد أراضي الكلية أيضًا موطنًا للعديد من المنحوتات.

## استدامة الحرم الجامعي
تصنف الكلية باستمرار كواحدة من أفضل الكليات المستدامة في الدولة حيث احتلت المرتبة 72 من قبل أكثر كليات سييرا كلوب الأمريكية. عوامل التصنيف هذه في سياسات استخدام الطاقة، والنفايات، والمياه، والغذاء، والشراء في الكلية. تم تضمين الكلية أيضًا في دليل مراجعة برينستون للكليات الخضراء لعام 2014.
في عام 2014، كشفت الكلية عن نظام التسميد «روكيت»، الذي يمكنه التعامل مع 460 جالونًا من نفايات الطعام كل أسبوع.

## مركز الفنون المسرحية
يقع في الحرم الجامعي مركز الفنون المسرحية بالكلية. إنه مجمع مكون من أربعة مسارح وهو أكبر مركز للفنون المسرحية في نظام جامعة ولاية نيويورك. تشمل مساحات الأداء بالمركز قاعة الحفلات الموسيقية المكونة من 1400 مقعدًا والمكونة من ثلاث طبقات مع مصاعد هيدروليكية للأوركسترا ؛ قاعة الحفلات التي تتسع لـ 600 مقعد مع فتحة عرض للشاشة الخلفية ؛ مسرح بيبسيكو الذي يتسع لـ 700 مقعد؛ ومسرح روبيرتي، «الصندوق الأسود» مع تكوينات المسرح والمقاعد المرنة. تم تصميم كل مسرح خصيصًا لتقديم نوع مختلف من الأداء والعديد من أنواع الأحداث.
يقدم مركز الفنون المسرحية مجموعة واسعة من العروض - تقدم الموسيقى والرقص والمسرح والكوميديا والسينما. يعد مركز الفنون المسرحية أيضًا موطنًا لمسرح جامعة بيرتشايس كونسرفتوار فنون المسرح. تشمل مبادرات المركز المستمرة شراكات الفنانين وأنشطة الإقامة واللجان.

## متحف نويبرجر للفنون

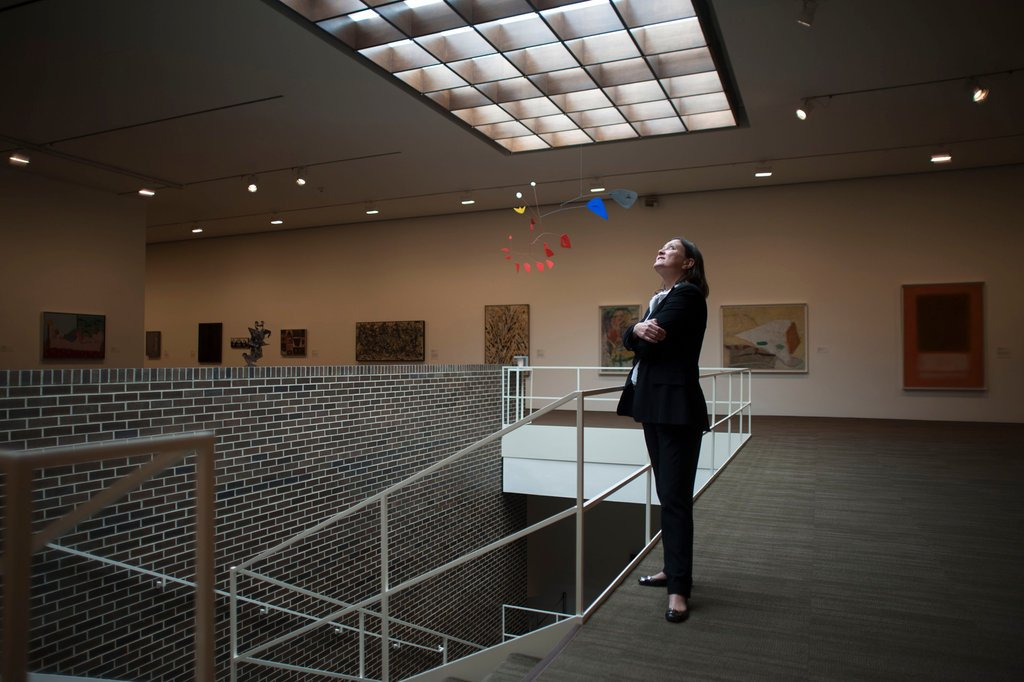
نظرة داخل متحف نويبرجر التابع لجامعة بيرتشايس، الذي تم تجديده في عام 2012.

تضم الكلية أيضًا متحف نويبرجر للفنون، والذي يعد من بين أكبر عشرة متاحف في نيويورك وثامن أكبر متحف جامعي في البلاد. افتتح المتحف عام 1972. يحتوي على مجموعة دائمة تضم أكثر من 7000 عمل فني ويتميز بجدول كامل للمعارض والمحاضرات والأفلام وفعاليات الوسائط المتعددة. يقدم المتحف أكثر من اثني عشر معرضًا كل عام بالإضافة إلى المعارض المستمرة من مجموعاته الدائمة. يضم متحف نويبرجر للفنون أعمالًا لأساتذة القرن العشرين، ومتوسطي العمر، والفنانين الناشئين، وهو معروف جيدًا بمعرضه الدائم للفن الأفريقي.

## أعضاء هيئة التدريس والخريجين البارزين

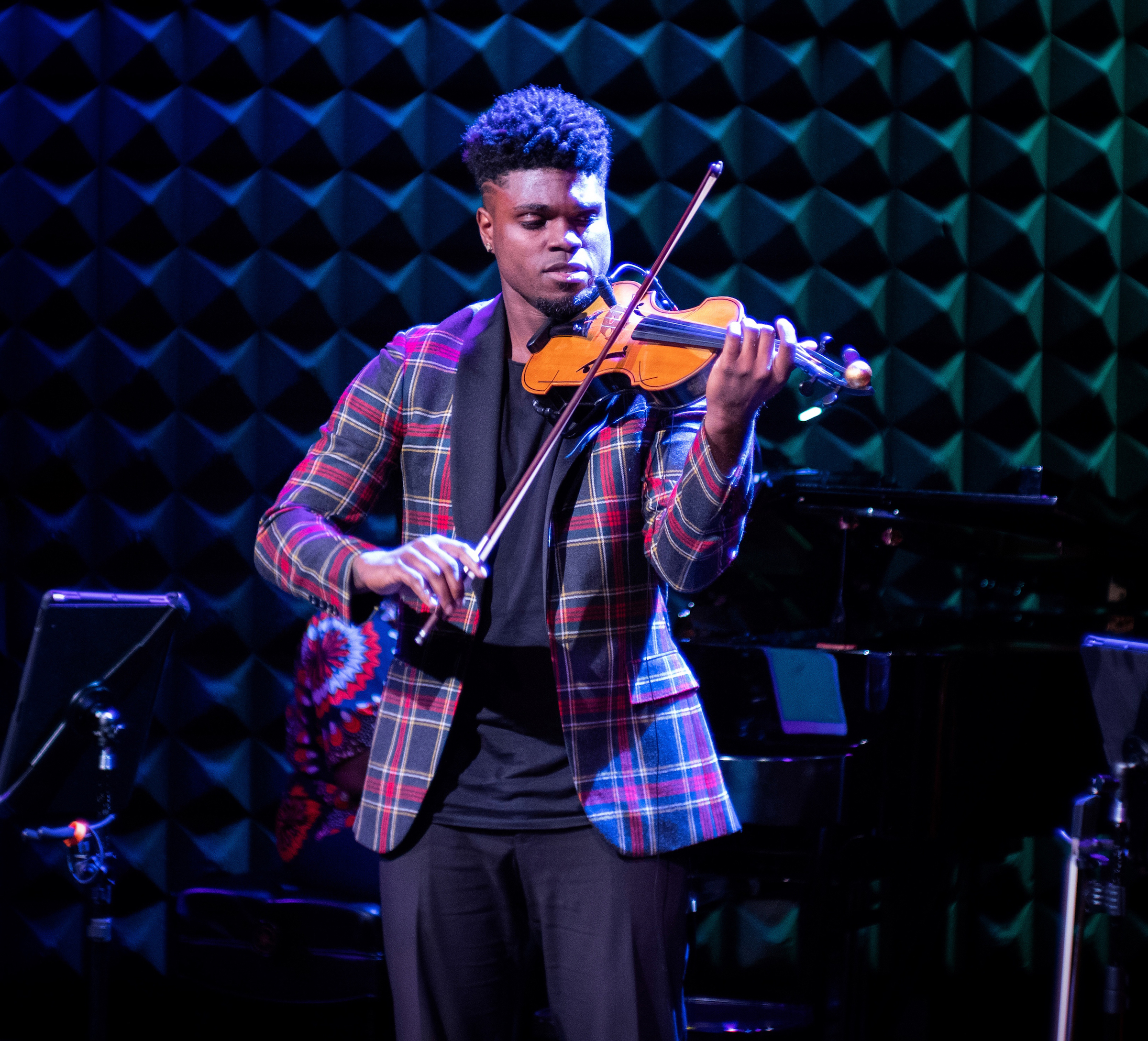
عازف الكمان الأمريكي إدوارد دبليو هاردي يؤدي أغنية "Evolution" في عام 2019

ومن أعضاء هيئة التدريس البارزين عازف القيثارة برادلي بروكشاير. عازف الجاز تود كولمان ؛ الملحن لورا كامينسكي. عازف البيانو ستيفن لوبين. وعازف الجيتار تيم كوب. ومن أعضاء هيئة التدريس الآخرين إيريس كان، محررة الأفلام ؛ مصممة رقصات الرقص روزاليند نيومان. الكاتبة ميليسا فيبوس ؛ والفنانون ليز فيليبس وأنطونيو فراسكوني وستيف لامبرت وكيت جيلمور وهاكان توبال.
يتم تمثيل خريجي كلية بيرتشايس جيدًا في جميع مجالات الفنون. من بين الممثلين الذين حضروا الكلية روشيل أيتس، سوزي إيسمان، إدي فالكو، زوي كرافيتز، أماندا سيلز، أورلا كاسيدي، ميليسا ليو، جيمس مكدانيل، فرانسي سويفت، جانيل مولوني، باركر بوسي، فينج رامز، جاي أو ساندرز، ويسلي سنايبس، شيري سترينجفيلد وستانلي توتشي وشيا ويغام وكونستانس وو. من بين المتخصصين الآخرين في السينما الذين التحقوا بكلية جامعة بيرتشايس المخرجون إيليا تشيكين وأبل فيرارا وهال هارتلي وبوب جوس وجيفري شوارتز ومايكل سبيلر وجيمس سبيون وكريس ويدج. كما حضر المدرسة المصممون المسرحيون ديفيد جالو وبريان ماكديفيت وكينيث بوسنر. الكاتب المسرحي دونالد مارغوليس هو أحد خريجي كلية بيرتشايس. حضر الراقصون كايل أبراهام، تيريز كابوسيلي، ودوغ فارون بيرتشايس.
ومن بين الفنانين الآخرين الذين حضروا بيرتشايس كاثرين برادفورد، وجريجوري كرودسون، ولويس كروكر، وتوماس إي فرانكلين، وجيمي جو روش، وجون كيسلر، ورون روكو، وكريس دورلاند، وفريد ويلسون، ومهندس التسجيل كريس كونواي. الموسيقيون الذين هم الخريجين تشمل إدوارد هاردي، كوينتين انجوس، كريس باليو، إيماني كوبولا، دان الشماس، جاك ديشيل، دان رومر، وجيفري لويس، داريل بالومبو، البوتاس التوائم، بيس روجرز، جويل روبن، لانغورن سليم، ريجينا سبكتور، كاثرين تيك، ستيفاني وينترز وجيني أوين يونجس، وميتسكي. منتج التسجيلات النخبة من الخريجين.
من بين خريجي كلية الفنون والعلوم الليبرالية عضوة الجمعية في نيويورك لاتريس ووكر ؛ أمين المعرض لويس كروكر ؛ والمؤلفون نورا رالي باسكن، وغارث غرينويل، وديفيد جرايبر، وجين دارست. أيضًا، التحق العالمان جيل بارجونيتي وكارل سافينا بالكلية جنبًا إلى جنب مع الصحفيين مانوهلا دارجيس وآدم ناجورني وكذلك المخرج السينمائي داني لينر.
ادعى الممثل / الممثل الكوميدي ستيفن رانازيسي زوراً لسنوات أنه التحق بكلية بيرتشايس.

## روابط خارجية
- الموقع الرسمي
- الموقع الرسمي لألعاب القوى